# الشركة الوطنية لتصنيع وسبك المعادن
الشركة الوطنية لتصنيع وسبك المعادن (معدنية) هي شركة مساهمة سعودية. متخصصة في مجال تصنيع منتجات الأسلاك، وتخدم قطاعات صناعية متنوعة منها صناعة أسلاك الكابلات الكهربائية وصناعة المراتب وصناعة الهياكل الحديدية وأيضاً القطاع الإنشائي.

## التأسيس
تم تأسيس الشركة بموجب القرار الوزاري رقم (253) بتاريخ 13-03-1411هـ الموافق 02-10-1990م، بسجل تجاري رقم (2055002251) صادر من مدينة الجبيل بتاريخ 16-05-1411هـ الموافق 04-12-1990م. يبلغ رأس مال الشركة مائتان وأربعه وثلاثون مليون (234,000,000) ريال، مقسم إلى ثلاثة وعشرون مليون وأربعمائة ألف (23,400,000) سهم وبقيمة اسمية قدرها عشرة ريال سعودي للسهم الواحد مدفوعة القيمة بالكامل.

## نبذة عامة
تأسست في الثلاثين من ديسمبر عام 1990، برأس مال يبلغ مئتان وخمسة وخمسين مليون ريال سعودي. يتمثل نشاط الشركة في تصنيع وتسويق الأسلاك المجدولة للخرسانة مسبقة الشد وأسلاك النوابض ولفات الأسلاك النوابض والهياكل المعدنية الخاصة بالأفرشة، والأسلاك المجلفنة عالية ومنخفضة الكربون وأسلاك اللحام والصواميل الملولبة بالإضافة إلى المسامير الصلبة والحابسة المتنوعة الأشكال.
في الربع الأخير من 2014 حققت الشركة صافي ربح 8.58 مليون ريال سعودي. وفي المبيعات الفصلية للربع الثالث من 2017 وصلت مبيعات الشركة إلى 68.14 مليون ريال سعودي.

## التاريخ
في 28-06-1421هـ الموافق 26-09-2000م، تم إدراج أسهم الشركة في السوق بعدد (2,000,000) اثنان مليون سهم وبقيمة اسمية قدرها خمسون (50)ريال للسهم الواحد. وبتاريخ 10-04-1425هـ الموافق 29-05-2004م، قامت الشركة بزيادة رأس مالها من (100,000,000) مائة مليون ريال مقسم إلى (2,000,000) اثنان مليون سهم عادي إلى (125,000,000) مائة وخمس عشرون مليون ريال، مقسم إلى (2,500,000) اثنان مليون وخمسمائة ألف سهم عادي عن طريق إصدار أسهم حقوق أولوية. كما قامت الشركة بزيادة رأس مالها في 11-5-1427هـ الموافق07-06-2006 م (125,000,000) مائة وخمس وعشرون مليون ريا سعودي إلى (163,561,250) مائة وثلاث وستون مليون وخمسمائة وواحد ستون ألف ومائتان وخمسون ريال سعودي مقسم إلى (16,356,125) ستة عشر مليون سهم وثلاثمائة وست وخمسون ألف ومائة وخمس عشرون سهم وذلك عن طريق إصدارأسهم للإستحواذ على الشركة العربية للمحاور والمسابك وقطع الغيار. وبتاريخ 01-04-1429هـ الموافق 07-04-2008م، قامت الشركة بزيادة رأس مالها من (163,561,250) مائة وثلاث وستون مليون وخمسمائة واحد ستون ألف ومائتان وخمسون ريال سعودي إلى (204,451,560) مائتين وأربع مليون وأربعمائة واحد خمسون ألف وخمسمائة وستون ريال سعودي مقسم إلى (20,445,156) سهم وذلك مقابل إصدار أسهم منحة (سهم لكل أربعة أسهم)، كما قامت الشركة بتاريخ 01-05-1430هـ الموافق 26-04-2009م، بزيادة رأس مالها من (204,451,560) مائتين وأربع مليون وأربعمائة واحد خمسون ألف وخمسمائة وستون ريال سعودي إلى (255,564,450) مائتان وخمس وخمسون مليون وخمسمائة واربع وستون ألف وأربعمائة وخمسون ريال سعودي مقسم إلى (25,556,445) خمس وعشرون مليون وخمسمائة وست وخمسون ألف وأربعمائة وخمس وأربعون سهم وذلك عن طريق إصدار أسهم منحة (سهم لكل أربعة أسهم). كما قامت الشركة بتاريخ 03-06-1433هـ الموافق 24-04-2012م برفع رأس مالها من (255,564,450) مائتان وخمس وخمسون مليون وخمسمائة وأربع وستون ألف وأربعمائة وخمسون ريال سعودي إلى (281,120,890) مائتان واحد وثمانون مليون ومائة وعشرون ألف وثمانمائة وتسعون ريال سعودي مقسم إلى (28,112,089) ثمانية وعشرون مليون ومائة وإثنا عشر ألف وتسعة وثمانون سهم وذلك مقابل إصدار أسهم منحة (سهم لكل عشرة أسهم).
في 16-07-1442هـ الموافق 28-02-2021م، أوصى مجلس إدارة الشركة، بزيادة رأس مال الشركة من خلال طرح أسهم حقوق أولوية بقيمة مائة وعشرون مليون (120,000,000)ريال سعودي مشروطة بموافقة الجمعية العامة غير العادية على تخفيض رأس مال الشركة من مائتان واحد وثمانون مليون ومائة وعشرون ألف وثمانمائة وتسعون (281,120,890) ريال سعودي إلى مائتان وأربعه وثلاثون مليون (234,000,000) ريال سعودي.
قامت الشركة بتخفيض رأس مالهامن (281,120,890) مائتان واحد وثمانون مليون ومائة وعشرون ألف وثمانمائة وتسعون ريال سعودي إلى (234,000,000)مائتان وأربعه وثلاثون مليون ريال سعودي، وبالتالي تخفيض عدد أسهم الشركة من (28,112,089) ثمانية وعشرون مليون ومائة وإثنا عشر ألف وتسعة وثمانون سهم إلى (23,400,000) ثلاثة وعشرون مليون وأربعمائة ألف سهم عادي سهم عن طريق إلغاء (4,712,089) أربع ملايين وسبعمائة وإثني عشر ألف وتسعه وثمانون سهم وبنسبة تخفيض في رأس المال مقدارها حوالي (16.76%)، وبمعدل تخفيض سهم واحد عن كل 5,966) سهم.
| تاريخ رأس مال |            |                     |             |             |            |                    | |
| تاريخ         | الموافق    | الاجراء             | من          | إلى         | عدد الأسهم | قيمة السهم الأسمية | عن طريق |
| 28-06-1421    | 2000-09-26 | إدراج أسهم في السوق |             | 100,000,000 | 2,000,000  | 50 ريال            | |
| 10-04-1425    | 2004-05-29 | زيادة رأس مال       | 100,000,000 | 125,000,000 | 12,500,000 | 10 ريال            | إصدار أسهم حقوق أولوية                                                                                           |
| 11-05-1427    | 2006-06-07 | زيادة رأس مال       | 125,000,000 | 163,561,250 | 16,356,125 | 10 ريال            | إصدارأسهم للإستحواذ على الشركة العربية للمحاور والمسابك وقطع الغيار                                              |
| 01-04-1429    | 2008-04-07 | زيادة رأس مال       | 163,561,250 | 204,451,560 | 20,445,156 | 10 ريال            | إصدار أسهم منحة (سهم لكل أربعة أسهم)                                                                             |
| 01-05-1430    | 2009-04-26 | زيادة رأس مال       | 204,451,560 | 255,564,450 | 25,556,445 | 10 ريال            | إصدار أسهم منحة (سهم لكل أربعة أسهم)                                                                             |
| 03-06-1433    | 2012-04-24 | زيادة رأس مال       | 255,564,450 | 281,120,890 | 28,112,089 | 10 ريال            | إصدار أسهم منحة (سهم لكل عشرة أسهم)                                                                              |
| 1443          | 2021       | تخفيض رأس مال       | 281,120,890 | 234,000,000 | 23,400,000 | 10 ريال            | إلغاء (4,712,089) سهم، وبنسبة تخفيض في رأس المال مقدارها حوالي (16.76%)، وبمعدل تخفيض سهم واحد عن كل 5,966) سهم. |
| 1443          | 2021       | زيادة رأس مال       | 234,000,000 | 354,000,000 | 35,400,000 | 10 ريال            | من خلال طرح أسهم حقوق أولوية بقيمة (120,000,000)ريال                                                             |

## المصانع
- مصنع سحب الأسلاك ومنتجاتها بمدينة الجبيل الصناعية.
- مصنع المحاور وقطع الغيار بمدينة الدمام الصناعية.
- مصنع المسابك بمدينة الدمام الصناعية.

## مجلس الإدارة
رئيس مجلس الإدارة: مطلق حمد المريشد
نائب الرئيس: عمر محمد نجار
أعضاء مجلس الإدارة:
- أنس سليمان
- حافظ شاكر نافل العتيبي
- عبد العزيز صالح عبد الله العبودي
- مروان خالد القصيبي